# ابوشجاع اصفهانی شافعی
قاضی شهاب الدین احمد بن حسین بن احمد بن طیب اصفهانی شافعی مشهور به ابوشجاع، فقیه و دانشمند دینی سنی مذهب ایرانی است؛ او در سال ۴۲۰ هجری خورشیدی در خانواده‌ای اصفهانی‌تبار در شهر بصره زاده شد و بیش از چهل سال در مدرسه‌های بغداد دانش‌های دینی آموخت و آموزاند.
در پایان زندگانی خود به شهر مدینه کوچید و برای آبادانی مسجد نبوی بسیار کوشید؛وی در سال ۵۰۰ قمری در همان‌جا چشم از جهان فروبست؛او کتابش را که یکی از نسک‌های آموزشی ابتدایی در فقه شافعی به شمار می‌آید با نام فرجام و همگرایی (به عربی: الغایة و التقریب) که به نوشتار ابوشجاع (به عربی: متن ابی شجاع/غاية الإختصار) شناخته شده‌است نوشت؛ این نسک همچنان یکی از مفاد آموزشی فقه شافعی شمرده می‌شود.